# Mord w Puchałach Starych

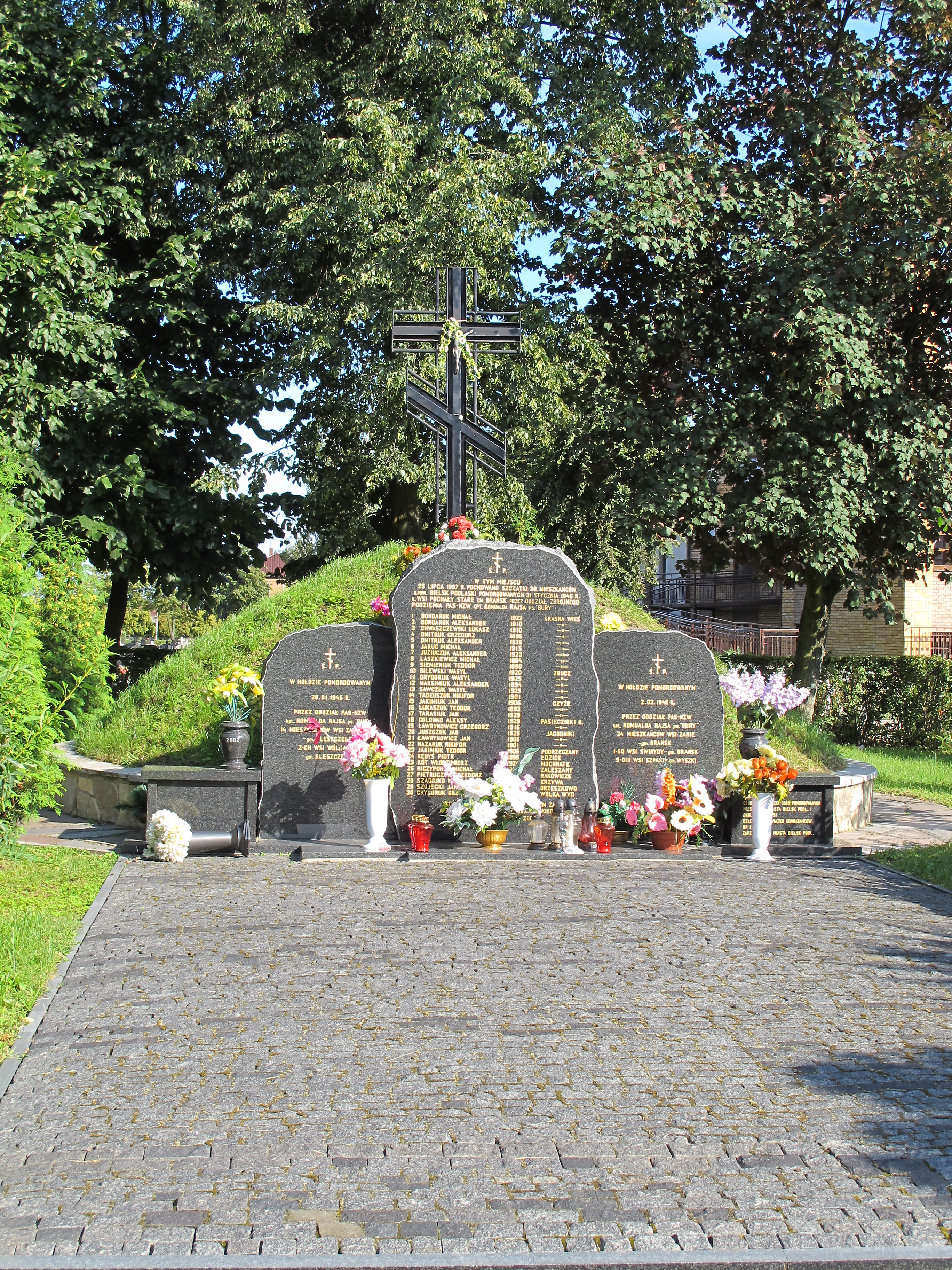
Mogiła furmanów na cmentarzu wojennym w Bielsku Podlaskim.

Mord w Puchałach Starych – mord 30 prawosławnych chłopów białoruskich dokonany 31 stycznia 1946 w lesie koło miejscowości Puchały Stare na Podlasiu, za które to przestępstwo odpowiada oddział Pogotowia Akcji Specjalnej Narodowego Zjednoczenia Wojskowego pod dowództwem Romualda Rajsa (ps. „Bury”).

## Przebieg
27 stycznia 1946 oddział NZW „Burego” dotarł do wsi Łozice, dokąd zjechali się na wozach chłopi z kilkunastu okolicznych wsi. Partyzanci uniemożliwili im opuszczenie miejscowości. Zatrzymano 40–50 chłopów posiadających najlepsze konie i wozy (pozostałych puszczono wolno, nakazując pozostanie jakiś czas we wsi). Mieli oni pełnić rolę transportu oddziału, który następnie wyruszył w kierunku Hajnówki. W drodze „Bury” uwolnił niektórych furmanów deklarujących pochodzenie polskie. Część jednostki pod dowództwem Rajsa wracała do obozu przez Krasną Wieś, gdzie zażądano od sołtysa, Grzegorza Bondaruka (później zastrzelonego za przynależność do Polskiej Partii Robotniczej), oddania 40 furmanek i przydzielenie dla oddziału furmanów. Wydarzenie to zostało przerwane przez przelatujący samolot, co spowodowało pośpieszny odjazd napastników. Ze wsi zdążyło odjechać 13 chłopów z wozami, z których po jakimś czasie 6 do niej powróciło.
31 stycznia oddział dotarł do miejscowości Puchały Stare, gdzie w pobliskim lesie oddział „Burego” rozstrzelał 30 spośród zatrzymanych furmanów, wypuszczając przy tym kilka osób które zadeklarowały polskie pochodzenie. Jednym z wątków w sprawie śledztwa IPN było podejrzenie, że furmani zostali zlikwidowani przez oddział „Burego” jako „konfidenci i zdrajcy”, jednak ustalenia śledztwa nie wykazały, by sprawcy kierowali się takimi kryteriami. Sam „Bury” zeznawał w późniejszym procesie, iż furmanów rozstrzelano za „złe ustosunkowanie się do nielegalnych organizacji”.

## Epilog
1 października 1949 Romuald Rajs został skazany przez sąd na karę śmierci za zbrodnie popełnione na ludności cywilnej. W trakcie procesu „Bury” próbował przekonać sąd, że furmanów rozstrzelał samowolnie dowódca drużyny o pseudonimie „Modrzew”, a on sam nie wydał nigdy takiego rozkazu. Jerzy Kułak twierdzi jednak, że taka samowola w oddziale nie była możliwa, a „Bury” kłamał, próbując uniknąć odpowiedzialności. W III Rzeczypospolitej 15 września 1995 wydany na „Burego” wyrok śmierci został unieważniony przez Sąd Warszawskiego Okręgu Wojskowego na podstawie przepisów Ustawy o uznaniu za nieważne orzeczeń wydanych wobec osób represjonowanych za działalność na rzecz niepodległego bytu Państwa Polskiego. 30 czerwca 2005 Instytut Pamięci Narodowej umorzył śledztwo w sprawie Rajsa „wobec prawomocnego zakończenia postępowania o te same czyny przeciwko sprawcy kierowniczemu oraz śmierci bezpośrednich sprawców i niewykrycia części z nich”. W orzeczeniu napisano m.in.:

Zabójstwa furmanów i pacyfikacje wsi w styczniu i lutym 1946 r. nie można utożsamiać z walką o niepodległy byt państwa, gdyż nosi znamiona ludobójstwa. W żadnym też wypadku nie można tego co się zdarzyło, usprawiedliwiać walką o niepodległy byt Państwa Polskiego. Wręcz przeciwnie akcje „Burego” przeprowadzone wobec mieszkańców podlaskich wsi, wspomagały komunistyczny aparat władzy i to przede wszystkim poprzez obniżenie prestiżu organizacji podziemnych, dostarczenie argumentów propagandowych o bandytyzmie oddziałów partyzanckich” (...) Działania pacyfikacyjne przeprowadzone przez „Burego” w żadnym wypadku nie sprzyjały poprawnie stosunków narodowych polsko-białoruskich i zrozumienia walki polskiego podziemia o niepodległość Polski. Przeciwnie tworzyły często nieprzejednanych wrogów lub też rodziły zwolenników dążeń oderwania Białostocczyzny od Polski. Żadna zatem okoliczność nie pozwala na uznanie tego co się stało za słuszne.

W związku z opublikowanym 11 marca 2019 przez Instytut Pamięci Narodowej komunikatem w sprawie informacji zawartych w ustaleniach końcowych zamkniętego w 2005 śledztwa dotyczącego Romualda Rajsa „Burego” w swoim stanowisku z 22 marca 2019 IPN wyjaśnił, że Komisja Ścigania Zbrodni przeciwko Narodowi Polskiemu nie prowadzi żadnego nowego postępowania w tej sprawie, badania autorów opisane w jego komunikacie z 11 marca nie mają mocy prawnej i nie wpływają na wynik śledztwa, a zawarte w nim sformułowania nie wyrażają intencji jego wznowienia.

## Upamiętnienie
Po kilkudziesięciu latach od zbrodni ustalono, że szczątki niektórych zamordowanych znajdują się na cmentarzu w Klichach. Znaleziono również szczątki zamordowanych 30 furmanów, które były pogrzebane w puszczy. Komitet Rodzin Pomordowanych czynił starania o ekshumację i przeniesienie zwłok na cmentarz koło cerkwi w Bielsku Podlaskim. Spotkało się to z niechęcią i odmową. Przeciw byli ówczesny wojewoda Krystyna Łukaszuk, prokurator Waldemar Monkiewicz oraz Andrzej Przewoźnik, sekretarz generalny Rady Ochrony Pamięci Walk i Męczeństwa. Białorusini nie zrezygnowali i w 1997 r. doszło do ekshumacji. Wykopane w puszczy czaszki miały otwory w potylicy, co dowodzi, że ludzie „Burego” strzelali ofiarom w tył głowy. Komitet Rodzin Pomordowanych czynił starania, aby na cmentarzu w Bielsku stanął pomnik ku czci pomordowanych. Tak jak uprzednio sprzeciwili się Krystyna Łukaszuk, Andrzej Przewoźnik oraz ówczesny wicepremier Janusz Tomaszewski. Odmawiano pozwolenia, mimo przychylnych wyroków Naczelnego Sądu Administracyjnego i interwencji Rzecznika Praw Obywatelskich.
Oświadczenie, w którym uczczona została m.in. pamięć pomordowanych furmanów, 26 stycznia 2016 przyjęli radni Bielska Podlaskiego. Miało ono związek z 70. rocznicą tych wydarzeń.
29 października 2019 Sobór Biskupów Polskiego Autokefalicznego Kościoła Prawosławnego oficjalnie dołączył trzydziestu zamordowanych przez oddział Rajsa furmanów do grona świętych. Zostali oni włączeni do grupy męczenników chełmskich i podlaskich ze wspomnieniem liturgicznym w ostatnią sobotę lipca (święto Zaleszańskiej Ikony Matki Bożej).